# Dafnomancia

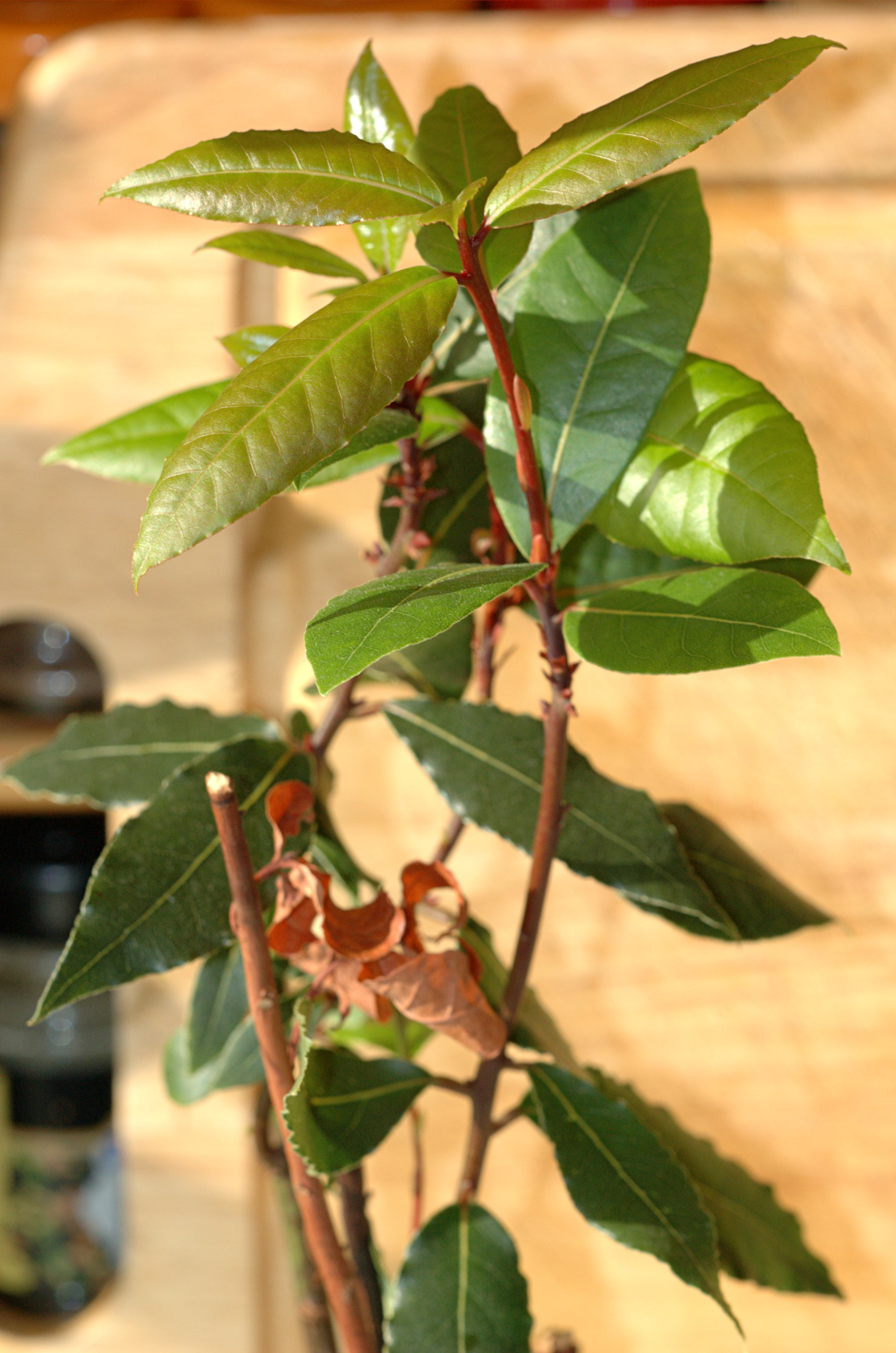
En la antigüedad el árbol de laurel estaba muy ligado al simbolismo de la inmortalidad por el hecho de que sus hojas permanecían verdes en el invierno.

Dafnomancia (palabra que procede del griego: Δάφνη o Daphne que significa laurel) es una forma de adivinación mediante la que se pretende hacer predicciones utilizando las hojas y ramas del laurel. Se describen dos formas de practicar la dafnomancia, el procedimiento más conocido consiste en arrojar una rama de laurel al fuego, se supone que el pronóstico será bueno si al arder la rama hace ruido, mientras que si se quema sin hacer ruido el presagio será desfavorable. En el otro método, un augur masticaba unas hojas de laurel, a las que se atribuían efectos opiáceos, y después de llegar a un estado de concentración respondía a las consultas que se le planteaban.
Según menciona Francisco José Folch en su libro Sobre símbolos, ambas técnicas estaban relacionadas y se practicaban en el santuario de Delfos dedicado al dios Apolo. Se supone que el sacerdote o la pitonisa echaban al fuego las ramas de laurel, si hacían ruido las predicciones serían ciertas, pero si no lo hacían, entonces serían dudosas. Posteriormente masticaban las hojas de laurel, que se creía que otorgaban el don de la clarividencia, y solicitaban que Apolo les diera la respuesta.